# 34144 Alexandersun
34144 Alexandersun è un asteroide della fascia principale. Scoperto nel 2000, presenta un'orbita caratterizzata da un semiasse maggiore pari a 2,2773862 au e da un'eccentricità di 0,0323255, inclinata di 2,63799° rispetto all'eclittica.